# Телефонный план нумерации Италии
Телефонный план нумерации Италии — диапазоны телефонных номеров, выделяемых различным пользователям телефонной сети общего пользования в Италии, специальные номера и другие особенности набора для совершения телефонных вызовов. Все международные номера пользователей данной телефонной сети имеют общее начало +39 - называемый префиксом или телефонным кодом страны.

## Бывшие форматы номеров

### Удаление внутреннего префикса
В прошлом использовался открытый план нумерации. То есть, можно было не набирать каждый раз код города, если звонишь в пределах одной и той же зоны (такая же система сейчас используется в России, кроме Москвы). Префикс 0 использовался для совершения междугородних звонков (аналог в России — междугородний префикс 8). При вызове в пункт в Италии из-за границы этот префикс опускался.
Ситуация изменилась в 1998, с переходным периодом с 19 июня по 31 декабря. Новый план нумерации требовал всегда набирать полный номер вместе с кодом города (такая система называется закрытым планом нумерации). Это изменение активно рекламировалось и называлось "Fissa il prefisso" ("Закрепи код").
Правила набора были таковы:
```
Внутри Рима:                     xxxx-xxxx 
В Рим из другого города Италии:  06 xxxx-xxxx
В Рим из-за границы:             +39 6 xxxx-xxxx
```

После изменения новые правила вошли в силу:
```
В Рим внутри Италии:  06 xxxx-xxxx
В Рим из-за границы:  +39 06 xxxx-xxxx
```

Первоначально планировалось заменить лидирующий 0 на 4 для географических кодов, но этого так никогда и не произошло.

## Формат номеров

### Географические номера
Географические коды начинаются на 0. Номера имеют длину от 6 до 11 цифр, хотя они редко бывают короче 9 цифр. Разная длина номеров объясняется разной длиной кодов и собственно абонентского номера. Так, например, в Риме часто встречаются номера длиной в 8 цифр и в 10 цифр:
```
06 xxx-xxx
06 xxxx-xxxx
```

Коды выдавались по географическому принципу, с севера страны. Так, Турин имеет код 011, Рим — 06, Неаполь — 081.

### Мобильные номера
Мобильные коды начинаются с 3. Номера в основном имеют длину 10 цифр. Тем не менее, ещё можно найти номера длиной в 9 цифр, но они очень редки. Эти номера были выданы самыми первыми
Первые три цифры номера (код) показывали оператора связи. Однако с 2002 года, когда в Италии было введено MNP, по коду можно узнать лишь первоначального оператора.

### Специальные службы
Экстренные и служебные номера начинаются на 1.
В настоящее время используются 4 телефона экстренных служб, однако планируется перевести их все на единый номер 112. Первоначально этот номер использовался для связью с карабинерами, но сейчас этот номер уже используется в некоторых зонах как единая экстренная служба, работающая на нескольких языках.
Полный список экстренных служб:
- 112: Карабинеры
- 113: Полиция
- 115: Пожарная служба
- 118: Скорая помощь

### Специальные тарифы
Такие номера начинаются на 8 и включают в себя бесплатные вызовы (они называются зеленые номера, numeri verdi по-итальянски и начинаются с 80...), услуги за раздельную плату (начинаются на 84...) и премиум-услуги (89...).

### Другие номера
Номера, начинающиеся на 4, используются для сервисов оператора (например, голосовая почта и различные информационные сервисы.
Номера, начинающиеся с цифры 5, зарезервированы для VoIP номеров, но используется только несколькими операторами
Номера на 7 используются для коммутируемого доступа в Интернет (70…)

## Особые правила набора

### Кампионе д'Италия
Итальянский муниципалитет Кампионе д'Италия — эксклав внутри Швейцарии и потому использует швейцарский план нумерации

### Сан-Марино
Итальянский анклав Сан-Марино имеет собственный телефонный код +378, но может также использоваться итальянский план нумерации для вызова стационарных номеров. Для этих целей Сан-Марино выделен код 0549. Таким образом, можно дозвониться так:
```
+378 xxx-xxx
```

…и так:
```
+39 0549 xxx-xxx
```

Мобильные номера в Сан-Марино иногда выдаются в итальянском плане нумерации

### Ватикан
Ватикану присвоен собственный код +379, но он не используется, так как телефонные номера Ватикана интегрированы в Итальянский план нумерации. Номера имеют вид:
```
+39 06 698-xxx-xx
```

…где +39 — код Италии, а 06 — Рима.